# کولیرویل (تنسی)
کولیرویل(به انگلیسی: Collierville) شهری در ایالت تنسی کشور ایالات متحده آمریکا است که جمعیت آن در سرشماری سال ۲۰۱۰ میلادی، ۴۳٬۹۶۵ نفر بوده‌است.